# Động Thiên Cung
Động Thiên Cung là một hang động đẹp nổi tiếng ở Vịnh Hạ Long, nằm trong dãy đảo Đầu Gỗ thuộc phía Tây Nam vịnh Hạ Long cách cảng tàu du lịch khoảng 4 km. 

## Địa mạo

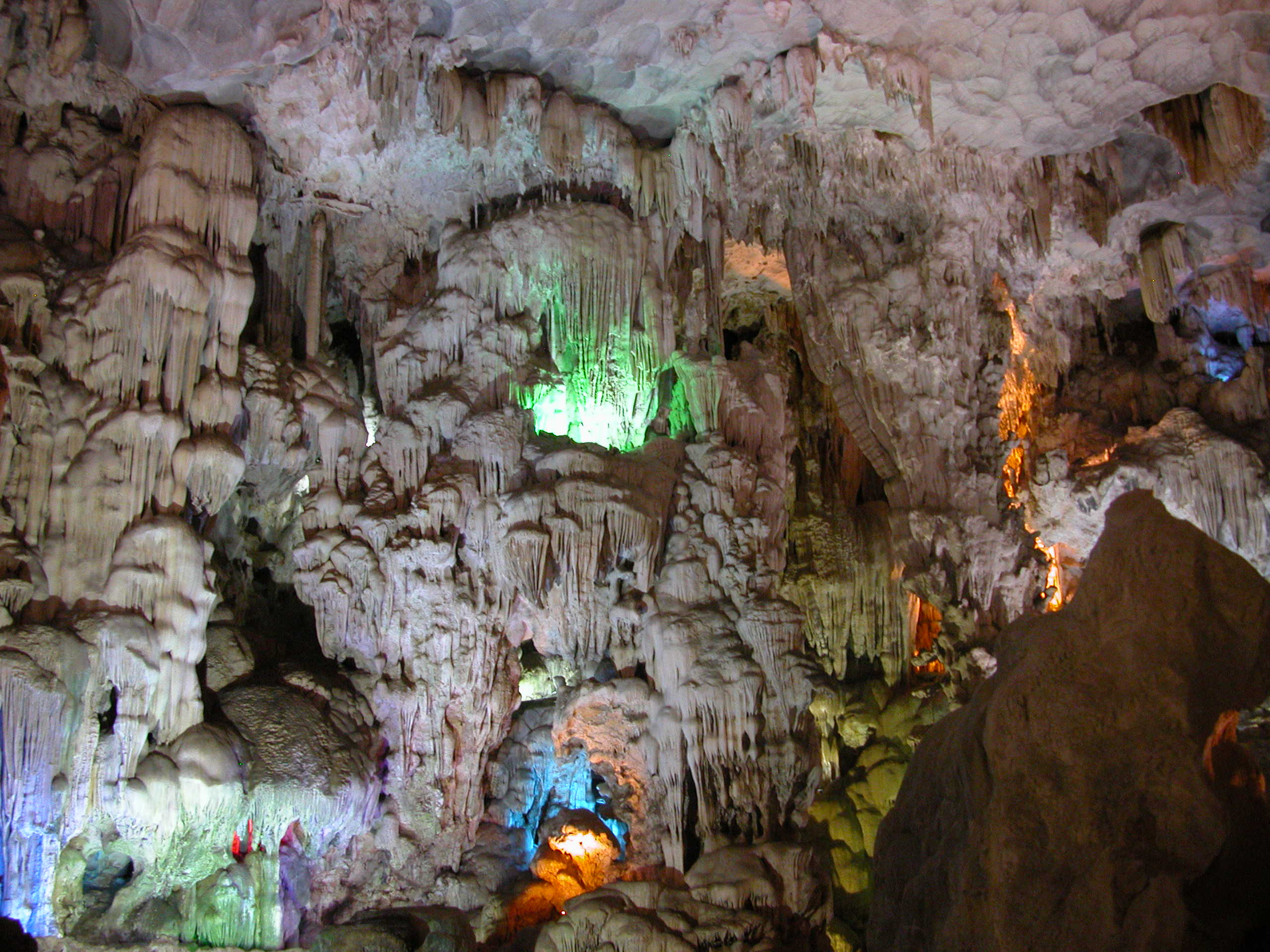
Nhũ đá trong động Thiên Cung

Động Thiên Cung có diện tích rộng gần 10.000m2, đây là một hang Karst tiêu biểu với nhiều măng đá, nhũ đá thể hiện sự phức tạp về kiến trúc Cửa động Thiên cung nằm ở độ cao khoảng +25m so với mực nước biển.

## Di chỉ văn hóa
Động Thiên Cung là di chỉ thuộc nền văn hóa Soi Nhụ. Tại cửa động và nền động phát hiện các lớp trầm tích vỏ ốc Melania (loài ốc nước ngọt) đã bị cacbonat hóa. 
Bên cạnh đó, tại đây còn tìm thấy các phát hiện mang tính lịch sử như công cụ đá nơi vách động, đây có khả năng là mũi lao đá được người tiền sử ùng để tự vệ hoặc săn bắt.

## Thám hiểm và du lịch
Trong hang có một dòng chữ trên vách đá và con số 1901 được phỏng đoán là bút tích của nhà thám hiểm đầu tiên. Ngày 1/5/1998, động Thiên Cung chính thức mở cửa đón du khách.